# كوسترين

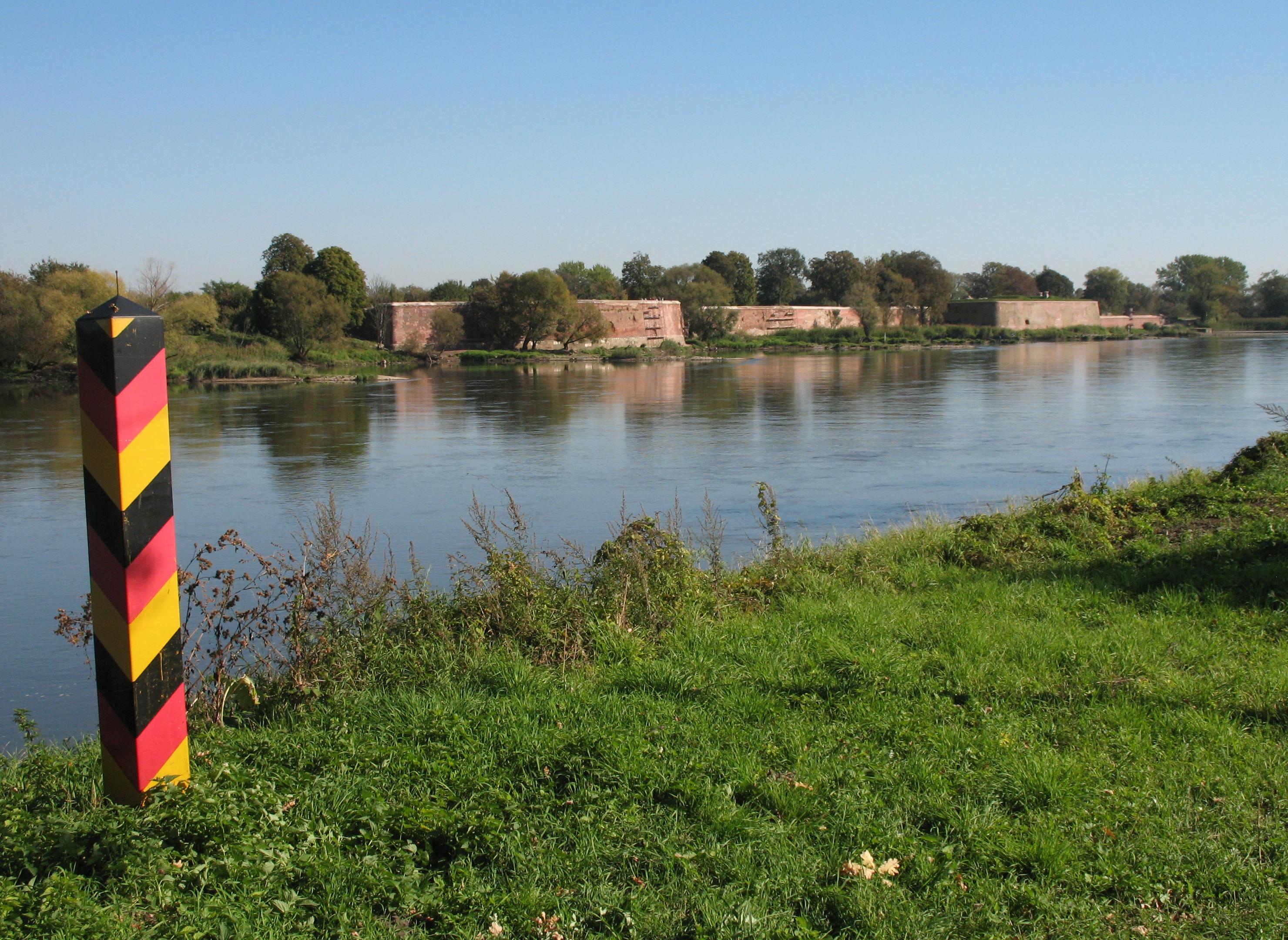
نهر اودر في بلدة كوسترين بمقاطعة براندنبورغ في الماينا.

كوسترين (Küstrin) بلدة في مقاطعة براندنبورغ البروسية السابقة في ألمانيا، وتقع على جانبي نهر الأودر. بعد الحرب العالمية الثانية أنشأ الحلفاء حدوداً جديدة على طول خط أودر نايسه وفقا لإتفاق بوتسدام، وتم تقسيم المدينة مع منطقة نويمارك البراندنبورغية بين ألمانيا ما بعد الحرب وجمهورية بولندا الشعبية.